# Масна емболија
Масна емболија, адипозна емболија је зачепљење лумена крвних судова или дупљи срца емболусима, који су масне капи доспеле путем крвотока. На местима емболизације формирају се исхемијска огњишта, или фокусне (жаришне) некрозе због изумирања ћелија ткива изазваних хипоксијом. По пореклу, масна емболија може бити природна (морбозна, ендогена) или насилна (посттрауматска, егзогена)
Степен изражености клиничких манифестација и евентуални развој смртног исхода изазваног синдромом системске масне емболије (енгл. Fat Embolism Syndrome - FES), зависи од количине масних капи и индивидуалног општег стања организма повређеног (присуством других повреда или претходних морбозних процеса). У овим случајевима, масна емболија може бити та која компликује основну повреду. Са друге стране, и основна повреда потенцира развој масне емболије, тако да долази до неке врсте међусобне акцелерације ова два процеса са последицом скраћења периода надживљавања. Све ово је посебно важно код повреда којима је претходила нека болест (нпр плућа) јер она значајно смањује толеранцију и на најмању количину масних емболуса у циркулацији након трауме.

## Историја
Први који је описао масну емболију 1669. био је Ловер од Оксфорда, који је у својим експериментима псима интравенски убризгавао млеко.
Године 1862, први пут је описана посттраумска масна емболија код људи, а 1875. клиничка слика синдрома адипозне емболије. Прва студија о плућној и системској масној емболији написана је 1880., да би се нешто касније појавио и већи број других студија, од којих је посебно драгоцен рад из 1900, у коме је разматран слободни интервал, или време које протекне од повреде до појаве неуролошких симптома изазваних емболијом.
Године 1902, микроскопски су откривене масне капи у ткиву плућа, а 1910. је објављена прва теорија по којој масне честице могу кроз систем лимфних судова доспети у системски крвоток и без оштећења зида вена. Петехије, као последица кожне инфаркције у склопу масне емболије, први пут су описана 1911.. Неуролошки симптоми системске масне емболије с делиријумом и прогресивним продубљивањем коме описани су 1916..
Године 1927, Леман и Мур изнели су мишљење да главни извор масне емболије представља маст која се издваја из емулзије крвне плазме и комплекса липопротеина и аглутинише у виду масних глобула, а под утицајем липазе и липопротеолитичких еназима и других метаболита подстакнути дејством повреде на организам.
У време између два светска рата масном емболијом се у Србији највише бавио Миловановић M, који је у периоду од 1929. до 1932. објавио већи број студија о овом проблему.
После Другог светског рата, 1956, откривено је да је количина масноће у костној сржи бутне кости или голењаче код људи довољна да узрокује масну емболију плућа, а 1961. постављана је хипотеза да су масне капи пореклом из плазме. У то време највећи допринос изучавању масне емболије дала су истраживања засноване како на клиничким тако и патолошкоанатомским искуствима.
Од посебног је значаја студија о масној емболији из 1968, у којој се, поред етиолошких и патофизиолошких проблема, разматрају и питања лечења, дијагностике и превенције посттраумске масне емболије.

## Етиологија
Уколико је емболус који зачепљује крвни суд масна кап, онда је реч о масној или адипозној емболији. Масна емболија се дефинише и као зачепљење лумена крвних судова или дупљи срца масним капима доспелим путем крвотока

Док неки аутори сматрају да се масни емболуси ослобађају из масних депоа у организму (срж кости, поткожно масно ткиво, масна јетра), други су мишљења да емболуси настају агломерацијом липопротеина плазме (у оба случаја било услед болести било услед трауме). Данас се сматра да масни емболуси у првој фази делују пре свега механички, својом појавом у капиларима (блокирајући крвоток), а да у другој делују хемијски и то путем токсичних масних киселина које се ослобађају из емболуса.

У литератури, се према узроку настанка описују следећи облици масне емболије:
Природна (морбозна, ендогена) адипозна емболија
Овај облик емболија настаје као компликација или последица болести (нпр. у склопу анемије српастих ћелија, панкреатитиса, хепатитиса, фулминантних остеомијелитиса, шећерне болести, нефротског синдрома, итд.)
Насилна (посттраумска, егзогена) адипозна емболија
Насилна адипозна емболија у форензичкој пракси описује се као она која настаје услед трауме и у директној је вези с њом (фрактуре дугих цевастих костију, опсежне контузије поткожног масног ткива, тровања праћена некрозом јетре, нпр., афлатоксином или угљентетрахлоридом, итд.)
Јатрогена масна емболија
Овај облик масне емболије настаје као компликација неких дијагностичких или куративних поступака у лекарској пракси:
- после интраартеријске хемиотерапије цисплатином,
- трансфузије крви,
- трансплантације сржи кости или бубрега,
- парентералне инфузије липида,
- уградње коронарног бајпаса,
- лечења високим дозама кортикостероида,
- инхалационе анестезије,
- рендгенских снимања уљаним контрастима,
- липосукције,
- неких ортопедских операција (нпр уградња вештачког кука или колена, итд.)[6].

## Патофизиологија
Садржај масноће у дугим цевастим костима људи довољан је да узрокује синдром масне емболије плућа. Налаз ћелијских елемената костне сржи у капиларима плућа такође упућује на периферно порекло масних капи.
Под дејством локалног пораста притиска у хематому око прелома кости (посебно код затворених прелома), који је већи од притиска у околним венама, масне капи могу ући у крвоток. Како су зидови венских судова костију причвршћени за зидове шупљина кости, вене су отвореног лумена, и зато је масна емболија после прелаома много чешћа и има већи клинички значај од оне која настаје услед нагњечења поткожног масног ткива. Венски судови у поткожном ткиву лако колабирају па је улаз масних честица отежан.
Испитивања вршена трансезофагусним ехокардиографским испитивањем кретања ехогеног материјала у крвотоку из десне у леву половину срца кроз отворени овални отвор, а за време ортопедских хируршких операција, такође говоре у прилог периферном пореклу масних емболуса.
Бројни аутори који заговарају ову теорију углавном се слажу да су за појаву масних емболуса у крви неопходна три услова:
1. Разарање депоа масноће у ткивима (нпр., прелом костију или нагњечења поткожног масног ткива);
2. Руптуре околних венских крвних судова
3. Повећан притисак у локалном ткиву (који мора бити већи од венског притиска да би масне капи биле унесене у системски крвоток).
Масне партикуле настају слепљивањем еритроцита и згрушавањем тромбоцита у капиларима, чије фиксирање у емболус врше липопротеини плазме. Цео овај процес је последица повреде.
Неки аутори сматрају да посттраумско неутралисање липопротеин липазе води разлагању емулзије липида у крви, с појавом масних емболуса у системском крвотоку. У масним емболусима нађена је висока концентрација холестерола и због тога се сматра да је порекло ових партикула из плазме, а не из масних депоа. Сматра се да до промене стабилности емулзије масноћа у крви после повреде не долази само под дејством липаза, већ и услед промене ацидитета (pH) крви, дејства ослобођеног хистамина и промене површинског напона масних партикула, што све узрокује преципитацију масноћа у крви и формирање емболуса. У плазми неких болесника са симптомима и знацима који су последица масне емболије откривене су много веће концентрације C-реактивног протеина него код здравих особа. Овај протеин експериментално додат интралипиду (вештачка супстанција која се састоји од слабо негативно наелектрисаних партикула дијаметра од 0,1 до 0,5 микрона) може извршити агломерацију његових партикула и тиме сачинити агломерате пречника до 200 микрона.
Хиломикрони и липопротеини врло мале густине такође могу међусобно да се аглутинишу када се серуму дода овај протеин. Хепарин поред згрушавања крви показује и способност аглутинације партикула интралипида.
Данас се у литератури најчешће описују следећа два могућа биохемијска механизма одговорна за формирање масних емболуса у плазми:
1. Токсични механизам
У основи овог механизма је дејство посттраумског пораста катехоламина у крви, при чему се мобилишу масне киселине, које аглутинишу у емболусе и доспевају до плућа
2. Опструкциони механизам
У основи овог механизма лежи дејство посттраумски ослобођених медијатора који мењају растворљивост масти у крви, услед чега настаје њихова аглутинација и стварање емболуса

## Клиничка слика
Синдром системске масне емболије (енгл. Fat Embolism Syndrome – FES) представља клиничку манифестацију појаве масних емболуса у органима, а карактерише се пре свега неуролошким, респираторним и кожним знацима и различитим специфичним и неспецифичним симптомима
| Функције         | Учесталост                                                                         | Знаци и симптоми | Исход |
| ---------------- | ---------------------------------------------------------------------------------- | --- | --- |
| Плућне функције  | - Респираторна инсуфицијенција се јавља У 75% случајева                            | - Диспнеја, тахипнеја, 2-3 дана после повреде. - Рендген плућа је често у почетку нормалан - Са погоршањем на скопији плућа јавља се обострано сенке као последица погоршања респираторне инсуфицијенције.                                                                     | - Око 10% пацијената ће развити поремећај дисања са свим клиничким карактеристикама и претећим знацима смрти од АРДС. |
| Мождане функције | - Мождану емболију у до 86% случајева прати појава неуролошких знакова.            | - Неуролошким поремећајима од 6-12 часова, често претходе поремећаји плућних функција. - Пацијенти су често у акутној конфузији, иако подгрупа пацијената развије фокалне неуролошке знакова, укључујући хемиплегију, афазију, апраксију, поремећај видног поља и анизокорију. | - Скоро сви неуролошки дефицити су реверзибилни.                                                                      |
| Кожне промене    | - Промене на кожи због емболизације у капиларима derma јављају се у 60% случајева. | - Доминира петехијални осип који се појављује у првих 36 сати само на ограниченим местима ; на конјунктивама, усној слузокоже и кожним наборима на горњем делу тела, посебно врата и пазуха.                                                                                   | - Осип потпуно нестаје у року од 7 дана.                                                                              |

Клиничкој слици овога синдрома обично претходи латентни период, који нпр после повреде, обично износи 24 до 72 часа, али може трајати и до девет дана. При томе повреда, с медицинске тачке гледишта, не мора бити тешка – нпр. може бити само изолован прелом, бутне кости. Број оних који после трауме развију клиничку слику системске масне емболије, креће се од 1 до 4% или више (неки сматрају и до 22%), а од тог броја 10 до 33% болесника и умире.
Сматра се да „лака“ масна емболија пролази сама од себе, а да је код тешке терапија без утицаја.

## Дијагноза
Данас је клиничка дијагностика синдрома системске масне емболије у нашим условима врло ретка, јер се овај синдром најчешће нема на уму у свакодневној лекарској пракси. што може бити кобно за неке болеснике. Зато су 1974. објављена прва дијагностичка мерила код мајор (великих) и минор (малих) облика занакова за лакше и брже постављање дијагнозе масне емболије:
| Мајор (велика) мерила | Минор (мала) мерила |
| --- | --- |
| - кожне и конјунктивне пунктиформне хеморагије; - хипоксемија (PaO2 < 60 mmHg и FiO2 < 0,4) - депресија и промене у централном нервном систему, које не одговарају степену хипоксије - едем плућа | - тахикардија (преко 110/min) - хиперпирексија (преко 38,5 °C) - промене на очном дну које су последица масних емболуса - појава масноће у мокраћи - изненадан и неочекиван пад броја тромбоцита - изненадан пад хематокрита - висока седиментација еритроцита - појава масноће у пљувачки |

За дијагностику синдрома потребно је открити бар један знак мајор и најмање четири знака минор.
Године 1983, постављен је клинички индекс (бодовање) симптома и знакова за дијагностику синдрома системске масне емболије који обухвата:
| Знаци и симптоми                                                 | Број бодова |
| ---------------------------------------------------------------- | ----------- |
| Кожне петехије                                                   | 5           |
| Дифузни алвеоларни плућни инфилтрати                             | 4           |
| Хипоксемија                                                      | 3           |
| Конфузно стање, висока температура тела, тахикардија и тахипнеја | по 1        |

Болесник се посматра током прва три дана, након кога се израчунава број поена (скор) и уз помоћ њега поставља дијагноза масног синдрома: ако је скор најмање 5, дијагноза синдрома се поставља само на основу респирационих знакова и симптома, ако је у питању млађи болесник с преломом дугих костију.
Доказивање системске масне емболије присуством масти у мокраћи није поуздано. Према Севиту, код већине повређених са верификованом системском масном емболијом није доказано присуство масти у мокраћи. При извођењу теста треба строго водити рачуна о томе да се мокраћа не загади уљем и да се мокраћна бешика потпуно испразни.
Питер је израдио тест за доказивање масти у крвној плазми бојењем масних капљица флуорохром-фосфином 3 Р, уз употребу флуоресцентног микроскопа.
Налаз глобула масти величине 10 до 12 микрона у пљувачки указује на масну емболију плућа, али је овај налаз доста ограничене вредности.
Најсигурнији доказ системске масне емболије може се постићи пункцијом - биопсијом бубрега.

## Терапија
Раније су се у терапији интравенски користили етилалкохол, хипертонична гликоза, аспирин, хепарин и нискомолекуларни декстран (сматрало се да су ове супстанције липолитичког дејства, да инхибишу стварање липазе и да делују антиагрегационо). Коришћен је и препарат липостабил (хиполипемик - коктел есенцијалних фосфолипида, витамина B6, никотинске киселине и аденозин-фосфата).
Терапија је данас пре свега симптомска и супортивна. У лечењу се примењују и кортикостероидна средства.
Неке студије су показале да је инциденција масне емболије мања уколико се при транспорту примени адекватна и благовремена имобилизација преломљених екстремитета, као и када се што раније приступи унутрашњој фиксацији преломљених костију.

## Судскомедицински значај масне емболије
У судској медицини витална реакција је појава која са сигурношћу или с вероватноћом указује на то да је нека повреда настала за време живота. Масна емболија је општа апсолутна витална реакција, јер је за њено настајање потребна очувана функција кардиоваскуларног и централног нервног система. За појаву емболије било које врсте, па и масне емболије, потребно је неколико секунди, или неколико откуцаја срца. Налаз масних емболуса у плућима или/и у крвним судовима других органа значи да је повреда, (нпр. прелом дугих цевастих костију или повреда поткожног масног ткива (нагњечина или дубока опекотина), нанесена заживотно, а не после смрти.
Данас у судскомедицнском смислу треба сматрати да је сваки прелом дуге цевасте кости (нарочито код старијих особа) праћен ослобађањем одређене количине масних емболуса у крвоток и да ово представља последицу прелома, која најчешће остаје клинички неманифестна. У том смислу стемску масну емболију и синдром системске масне емболије у судскомедицнском смислу треба увек посматрати као компликацију прелома.
У случајевима у којима је масна емболија узрок насилне смрти после повређивања, било непосредно или посредно услед секундарних компликација (АРДС, пнеумонија), потпуним схватањем патофизиолошких процеса могуће је успоставити директну узрочно последичну везу између иницијалне повреде и смртног исхода, што је с кривично-правног гледишта врло битно. Ово је нарочито важно у случајевима у којима иницијална повреда сама за себе није била опасна по живот (нпр. изоловани прелом бутне кости), тако да смртни исход није био очекиван према уобичајеном клиничком току.